# Trường Trung học phổ thông Nguyễn Đức Cảnh, Thái Bình
Trường Trung học phổ thông Nguyễn Đức Cảnh là một trường THPT công lập ở thành phố Thái Bình, tỉnh Thái Bình, được thành lập năm 1985.

## Sơ lược
Trường THPT Nguyễn Đức Cảnh được thành lập theo Quyết định số 254/QĐ-UB ngày 6/6/1985 của Chủ tịch UBND tỉnh. Địa điểm ngày nay của trường tại số 24, phố Đinh Tiên Hoàng, phường Kỳ Bá, thành phố Thái Bình.
Thành lập năm 1985, mặc dù ra đời muộn hơn so với các trường THPT công lập trong tỉnh song Trường THPT Nguyễn Đức Cảnh đã phát triển mạnh mẽ, trở thành một trong những trường THPT hàng đầu của tỉnh về quy mô và chất lượng đào tạo. Có đội ngũ giáo viên đạt chuẩn và trên chuẩn, những năm gần đây, trung bình số lượng học sinh học tập hàng năm tại Trường gần 2000 em, tỷ lệ học sinh tốt nghiệp trên 99%. Là một trong những trường có tỷ lệ đỗ đại học cao nhất tỉnh, Trường cũng nằm trong 200 trường THPT có tỷ lệ học sinh đỗ đại học cao nhất cả nước. Trường cũng được đánh giá là trường đứng đầu về giáo dục nền nếp, đạo đức, kỹ năng sống cho học sinh.

## Lịch sử

### Xây dựng nền móng
Hai năm học đầu tiên từ 1985 đến năm 1987, Trường đặt tạm thời tại nhà kho hợp tác xã và Đình Cả, xã Trần Lãm, thị xã Thái Bình (nay là phường Trần Lãm, thành phố Thái Bình). Năm học đầu tiên có 6 lớp 10, chia làm hai ca, không có phòng làm việc cho Ban Giám hiệu, mái đình trở thành nơi nghỉ giải lao của các thầy cô giáo.

Năm học 1987 - 1988, nhà trường chuyển về ngôi trường mới khang trang tại địa điểm phường Kỳ Bá hiện nay, với dãy nhà 4 tầng gồm 24 phòng học, song vẫn còn khó khăn, thiếu thốn về cơ sở vật chất. Năm 1995, nhà trường xây dựng nhà hiệu bộ. Năm 2000, nhà trường xây dựng dãy nhà học 3 tầng với 12 phòng học. Năm 2002, nhà trường xây dựng khu nhà thí nghiệm, thực hành, thư viện, phòng tin học. Từ đó, cơ sở vật chất, trang thiết bị dạy học ngày càng được hoàn thiện.

Cô giáo Vũ Thị Thu Huyền và học sinh trong giờ thực hành sinh học

### Khẳng định vị thế
Từ năm học đầu tiên 1985 - 1986, nhà trường chỉ có 19 thầy cô thì cho đến năm học 2020 - 2021, số lượng cán bộ, giáo viên của trường đã là 88 người, trong đó có 13 thầy cô giáo có học vị thạc sĩ; hầu hết giáo viên sử dụng thành thạo các thiết bị dạy học hiện đại, tích cực đổi mới phương pháp, ứng dụng hiệu quả công nghệ thông tin trong giảng dạy. Nhiều thầy cô giáo đạt giáo viên giỏi cấp tỉnh, tham gia tổ nghiệp vụ của Sở Giáo dục và Đào tạo Thái Bình. Nhờ tinh thần đoàn kết, quyết tâm hoàn thành xuất sắc nhiệm vụ, Trường THPT Nguyễn Đức Cảnh trở thành ngôi trường trọng điểm trong bức tranh giáo dục Thái Bình qua các năm.
Hơn 1/3 thế kỉ xây dựng và trưởng thành, vượt qua muôn vàn gian khó về nhiều mặt, Trường THPT Nguyễn Đức Cảnh hôm nay vững bước tự khẳng định chất lượng giáo dục, là niềm tự hào của các thế hệ học sinh và nhân dân thành phố Thái Bình. 35 năm xây dựng và phát triển, Trường luôn bám sát mục tiêu chiến lược "Nâng cao dân trí, đào tạo nhân lực và bồi dưỡng nhân tài" cho quê hương, đất nước.
Đến nay, Trường có 100% lớp học cao tầng, đủ các phòng học chức năng với thiết bị khá hiện đại. Trang thiết bị của nhà trường cũng luôn được sửa chữa, tăng cường đáp ứng được nhu cầu dạy học và các hoạt động khác.

Các em học sinh của tham gia chương trình "Hướng nghiệp Gen Z năm 2022"

## Thành tích
Với sự cố gắng không ngừng của tập thể thầy và trò, thành tích của Trường THPT Nguyễn Đức Cảnh được tích luỹ qua mỗi năm. Năm 2001, Trường là 1 trong 3 trường THPT đầu tiên trong toàn tỉnh được Bộ Giáo dục và Đào tạo công nhận trường đạt chuẩn quốc gia giai đoạn 2001 - 2010 và tiếp tục được công nhận trường đạt chuẩn quốc gia giai đoạn 2011 - 2015 (năm 2013), đạt chuẩn quốc gia giai đoạn 2018 - 2023 (năm 2018).
Do thành tích dạy và học, Trường đã được Nhà nước Việt Nam trao tặng:
- Huân chương Lao động hạng ba.
- Huân chương Lao động hạng nhì.
- Huân chương Lao động hạng nhất.

## Các câu lạc bộ do nhà trường quản lý

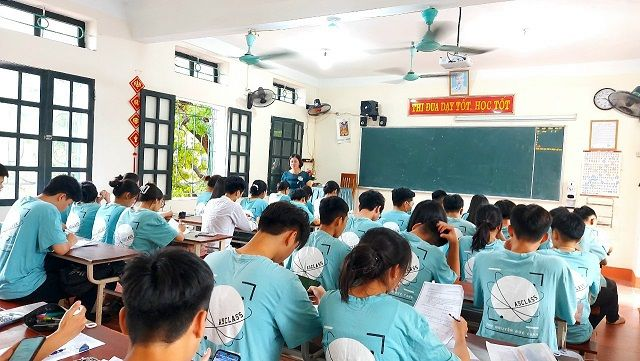
Một tiết học tại Trường THPT Nguyễn Đức Cảnh

- Khoảnh khắc Nguyễn Đức Cảnh.
- Nét đẹp Nguyễn Đức Cảnh.
- NDC Media Club.
- NDC English Club.
- NDC Charity Club.
- NDC Basketball Club.
- NDC Volleyball Club.
- NDC Badminton Club.
- NDC Football Club.
- NDC Dance Crew Club - C.P.C.
- NDC Music Club.
- NDC Musical Instruments Club.
- NDC Art Club.

## Điểm chuẩn tuyển sinh đầu vào các năm
1. Năm học 2025-2026: 20,50 điểm. (Không nhân hệ số 2)
2. Năm học 2024-2025: 38,00 điểm.
3. Năm học 2023-2024: 37,80 điểm.
4. Năm học 2022-2023: 25,20 điểm.
5. Năm học 2021-2022: 38,20 điểm.
6. Năm học 2020-2021: 33,50 điểm.
7. Năm học 2019-2020: 25,00 điểm.
8. Năm học 2018-2019: 36,00 điểm.
9. Năm học 2017-2018: 34,50 điểm.
10. Năm học 2016-2017: 25,50 điểm.